# Edneyville
Edneyville est une census-designated place américaine située dans le comté de Henderson (Caroline du Nord) dans l'État de Caroline du Nord. En 2010, sa population était de 2 367 habitants.

## Source de la traduction
- (en) Cet article est partiellement ou en totalité issu de l’article de Wikipédia en anglais intitulé « Edneyville, North Carolina » (voir la liste des auteurs).

## Démographie
| 2000  | 2010  | - | - | - | - |
| ----- | ----- | - | - | - | - |
| 1 627 | 2 367 | - | - | - | - |